# Siobhan Fahey
Siobhan Fahey, född 10 september 1958 i Dunshaughlin, County Meath, är en irländsk sångerska, tidigare medlem i Bananarama och därefter Shakespears Sister. Mellan 1987 och 1996 var hon gift med musikern David A. Stewart (Eurythmics) med vilken hon har två barn.